# Qualificazioni alla Coppa del Mondo di rugby 2003 - Asia
Le qualificazioni asiatiche alla Coppa del Mondo di rugby 2003 si tennero nel 2002 e riguardarono 11 squadre nazionali asiatiche che dovettero esprimere una qualificata direttamente alla Coppa e destinarne un'altra ai ripescaggi intercontinentali.
Esse si tennero su tre turni, all'ultimo dei quali accedettero direttamente Corea del Sud e Giappone; le altre 9 squadre dovettero affrontare due turni di qualificazione.
Al termine delle selezioni, il Giappone fu qualificato alla Coppa del Mondo di rugby 2003 mentre la Corea del Sud fu destinata ai ripescaggi interzona.

## Criteri di qualificazione
Il torneo di qualificazione fu ripartito in tre turni.
- Primo turno: 9 squadre ripartite in tre gironi di tre squadre ciascuno; ogni girone fu disputato all'italiana con gare di sola andata. La prima classificata di ogni girone accedette al secondo turno.
- Secondo turno: girone unico di 3 squadre formato dalle vincitrici dei tre gironi del primo turno; la prima classificata accedette al girone finale;
- Girone finale: 3 squadre, due delle quali, Corea del Sud e Giappone, si affrontarono in un girone all'italiana di andata e ritorno; la terza squadra fu la vincente del secondo turno. La prima classificata del girone finale accedette direttamente alla Coppa del Mondo di rugby 2003, la seconda fu destinata ai ripescaggi interzona.

## Situazione prima degli incontri di qualificazione
| Primo turno | Secondo turno                                                                    | Terzo turno                                                          | Qualificate                                                                              |
| --- | -------------------------------------------------------------------------------- | -------------------------------------------------------------------- | ---------------------------------------------------------------------------------------- |
| Girone A: - Malaysia - Singapore - Taipei cinese Girone B: - Golfo Persico - Hong Kong - Thailandia Girone C: - Cina - Kazakistan - Sri Lanka | - Qualificata dal 1º turno - Qualificata dal 1º turno - Qualificata dal 1º turno | Girone finale: - Corea del Sud - Giappone - Qualificata dal 2º turno | Qualificate direttamente: - 1º girone finale Ai ripescaggi interzona: - 2º girone finale |

## Primo turno

### Girone A
| Data      | Incontro                  | Risultato | Sede      |
| --------- | ------------------------- | --------- | --------- |
| 30-3-2002 | Malaysia ― Taipei cinese  | 3–57      | Ipoh      |
| 6-4-2002  | Singapore ― Malaysia      | 34-5      | Singapore |
| 5-5-2002  | Taipei cinese ― Singapore | 3-0       | Taipei    |

|  | Classifica girone A | G | V | N | P | P+ | P- | diff. | PT |
|  | ------------------- | - | - | - | - | -- | -- | ----- | -- |
|  | Taipei cinese       | 2 | 2 | 0 | 0 | 60 | 3  | +57   | 4  |
|  | Singapore           | 1 | 1 | 0 | 0 | 34 | 8  | +26   | 2  |
|  | Malaysia            | 2 | 0 | 0 | 2 | 8  | 91 | -83   | 0  |

### Girone B
| Data      | Incontro                   | Risultato | Sede      |
| --------- | -------------------------- | --------- | --------- |
| 5-4-2002  | Golfo Persico ― Thailandia | 40-20     | Doha      |
| 12-4-2002 | Thailandia ― Hong Kong     | 8-15      | Bangkok   |
| 20-4-2002 | Hong Kong ― Golfo Persico  | 17-7      | Hong Kong |

|  | Classifica girone B | G | V | N | P | P+ | P- | diff. | PT |
|  | ------------------- | - | - | - | - | -- | -- | ----- | -- |
|  | Hong Kong           | 2 | 2 | 0 | 0 | 32 | 15 | +17   | 4  |
|  | Golfo Persico       | 1 | 1 | 0 | 0 | 47 | 37 | +10   | 2  |
|  | Thailandia          | 2 | 0 | 0 | 2 | 28 | 55 | -27   | 0  |

### Girone C
| Data      | Incontro               | Risultato | Sede     |
| --------- | ---------------------- | --------- | -------- |
| 7-4-2002  | Sri Lanka ― Cina       | 9-7       | Colombo  |
| 14-4-2002 | Cina ― Kazakistan      | 57-15     | Shanghai |
| 21-4-2002 | Kazakistan ― Sri Lanka | 20-14     | Taraz    |

|  | Classifica girone C | G | V | N | P | P+ | P- | diff. | PT |
|  | ------------------- | - | - | - | - | -- | -- | ----- | -- |
|  | Cina                | 2 | 1 | 0 | 1 | 64 | 24 | +40   | 2  |
|  | Sri Lanka           | 2 | 1 | 0 | 1 | 23 | 27 | -4    | 2  |
|  | Kazakistan          | 2 | 1 | 0 | 1 | 35 | 71 | -36   | 2  |

### Esito del primo turno
- Taipei cinese, Cina e Hong Kong: qualificate al secondo turno

## Secondo turno
| Data      | Incontro                  | Risultato | Sede      |
| --------- | ------------------------- | --------- | --------- |
| 18-5-2002 | Taipei cinese ― Hong Kong | 20-15     | Taipei    |
| 25-5-2002 | Cina ― Taipei cinese      | 21-29     | Shanghai  |
| 1-6-2002  | Hong Kong ― Cina          | 34-7      | Hong Kong |

|  | Classifica secondo turno | G | V | N | P | P+ | P- | diff. | PT |
|  | ------------------------ | - | - | - | - | -- | -- | ----- | -- |
|  | Taipei cinese            | 2 | 2 | 0 | 0 | 49 | 36 | 13    | 4  |
|  | Hong Kong                | 2 | 1 | 0 | 1 | 49 | 27 | 22    | 2  |
|  | Cina                     | 2 | 0 | 0 | 2 | 28 | 63 | -35   | 0  |

### Esito del secondo turno
- Taipei cinese: qualificata al girone finale

## Girone finale
| Tokyo 16 giugno 2002, ore 14 UTC+9 | Giappone         | 90 – 24 | Corea del Sud | Stadio Olimpico (25 000 spett.)\| Arbitro: \| Stuart Dickinson \| |
| Arbitro:                           | Stuart Dickinson |         |               |                                                                   |

| Tainan 23 giugno 2002 | Taipei cinese | 31 – 54 | Corea del Sud | Tainan Country Stadium |

| Seul 30 giugno 2002 | Corea del Sud | 119 – 7 | Taipei cinese | Dongdeamun Stadium |

| Tokyo 7 luglio 2002, ore 19 UTC+9 | Giappone      | 155 – 3 | Taipei cinese | Chichibunomiya Rugby Stadium (13 500 spett.)\| Arbitro: \| Kelvin Deaker \| |
| Arbitro:                          | Kelvin Deaker |         |               |                                                                             |

| Seul 14 luglio 2002 | Corea del Sud  | 17 – 55 | Giappone | Dongdeamun Stadium (1 000 spett.)\| Arbitro: \| Peter Marshall \| |
| Arbitro:            | Peter Marshall |         |          |                                                                   |

| Tainan 21 luglio 2002, ore 16:30 UTC+8 | Taipei cinese  | 3 – 120 | Giappone | Tainan County Stadium\| Arbitro: \| Peter Marshall \| |
| Arbitro:                               | Peter Marshall |         |          |                                                       |

### Classifica girone finale
|  | Squadra       | G | V | N | P | P+  | P-  | diff. | PT |
|  | ------------- | - | - | - | - | --- | --- | ----- | -- |
|  | Giappone      | 4 | 4 | 0 | 0 | 420 | 47  | +373  | 8  |
|  | Corea del Sud | 4 | 2 | 0 | 2 | 214 | 183 | +31   | 4  |
|  | Taipei cinese | 4 | 0 | 0 | 4 | 44  | 448 | -404  | 0  |

### Esito del girone finale
- Giappone: qualificato alla Coppa del Mondo
- Corea del Sud: ai ripescaggi interzona

## Quadro generale delle qualificazioni
In grassetto le squadre qualificate al turno successivo
| Primo turno | Secondo turno                      | Terzo turno                                               | Qualificate                                                                   |
| --- | ---------------------------------- | --------------------------------------------------------- | ----------------------------------------------------------------------------- |
| Girone A: - Malaysia - Singapore - Taipei cinese Girone B: - Golfo Persico - Hong Kong - Thailandia Girone C: - Cina - Kazakistan - Sri Lanka | - Taipei cinese - Hong Kong - Cina | Girone finale: - Corea del Sud - Giappone - Taipei cinese | Qualificate direttamente: - Giappone Ai ripescaggi interzona: - Corea del Sud |